# Парадокс Рассела

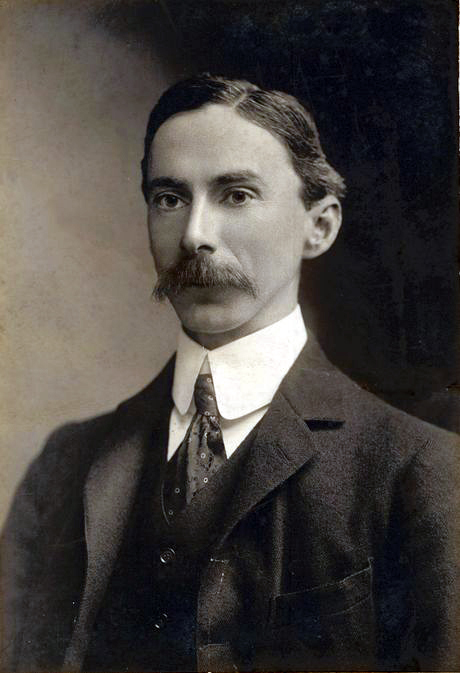
Бертран Рассел (1907)

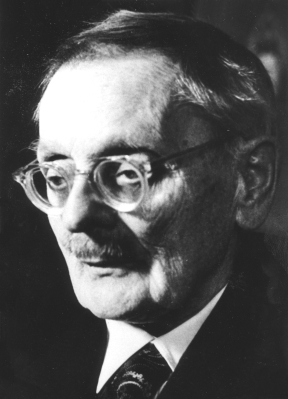
Эрнст Цермело

Парадо́кс Ра́ссела (антино́мия Ра́ссела, также парадо́кс Ра́ссела — Це́рмело) — теоретико-множественный парадокс (антиномия), открытый в 1901 году британским математиком Бертраном Расселом и демонстрирующий противоречивость логической системы Фреге, являвшейся ранней попыткой формализации наивной теории множеств Георга Кантора. Был открыт ранее, но не опубликован Эрнстом Цермело.
На неформальном языке парадокс можно описать следующим образом. Условимся называть множество «обычным», если оно не является своим собственным элементом. Например, множество всех людей является «обычным», так как само множество — не человек. Примером «необычного» множества является множество всех множеств, так как оно само является множеством, а следовательно, само является собственным элементом.
Можно рассмотреть множество, состоящее только из всех «обычных» множеств, такое множество называется ра́сселовским мно́жеством. Парадокс возникает при попытке определить, является ли это множество «обычным» или нет, то есть содержит ли оно себя в качестве элемента. Есть две возможности.
- С одной стороны, если оно «обычное», то оно должно включать себя в качестве элемента, так как оно по определению состоит из всех «обычных» множеств. Но тогда оно не может быть «обычным», так как «обычные» множества — это те, которые себя не включают.
- Остаётся предположить, что это множество «необычное». Однако оно не может включать себя в качестве элемента, так как оно по определению должно состоять только из «обычных» множеств. Но если оно не включает себя в качестве элемента, то это «обычное» множество.

В любом случае получается противоречие.

## Формулировка парадокса
Парадокс Рассела можно сформулировать в наивной теории множеств. Следовательно, наивная теория множеств является противоречивой. Противоречив фрагмент наивной теории множеств, который можно определить как теорию первого порядка с бинарным отношением принадлежности {\displaystyle \in } и схемой свёртывания: для каждой логической формулы {\displaystyle P(x)} с одной свободной переменной в наивной теории множеств есть аксиома
{\displaystyle \exists y\forall x(x\in y\iff P(x))}.
Эта схема аксиом говорит, что для всякого условия {\displaystyle P(x)} существует множество {\displaystyle y,} состоящее из тех {\displaystyle x,} которые удовлетворяют условию {\displaystyle P(x)}.
Этого оказывается достаточно, чтобы сформулировать парадокс Рассела следующим образом. Пусть {\displaystyle P(x)} есть формула {\displaystyle x\notin x.} (То есть {\displaystyle P(x)} означает, что множество {\displaystyle x} не содержит себя в качестве элемента, или, в нашей терминологии, является «обычным» множеством.) Тогда, по аксиоме свёртывания, найдётся множество {\displaystyle y} (расселовское множество) такое, что
{\displaystyle \forall x(x\in y\iff x\notin x)}.
Так как это верно для любого {\displaystyle x,} то верно и для {\displaystyle x=y.} То есть
{\displaystyle y\in y\iff y\notin y.}
Из этого следует, что в наивной теории множеств выводится противоречие.
Парадокс не возник бы, если предположить, что расселовского множества не существует. Однако само такое предположение парадоксально: в канторовской теории множеств считается, что любое свойство определяет множество элементов, удовлетворяющих этому свойству. Так как свойство множества быть «обычным» выглядит корректно определённым, то должно существовать множество всех «обычных» множеств. Сейчас такая теория называется наивной теорией множеств.

## Популярные версии парадокса
Существует несколько вариантов парадокса Рассела. В отличие от самого парадокса, они, как правило, не могут быть выражены на формальном языке.

### Парадокс лжеца
Парадокс Рассела связан с известным ещё с античных времён парадоксом лжеца, который заключается в следующем вопросе. Дано высказывание:

Данное высказывание — ложно.

Истинно ли это высказывание или нет?
Легко показать, что это высказывание не может быть ни истинным, ни ложным.
Рассел про этот парадокс писал:

Это древняя загадка, к которой никто не относился более, чем как к шутке, пока не было обнаружено, что этот вопрос имеет отношение к таким важным и практическим задачам, как существование наибольшего кардинального или ординального числа.
Оригинальный текст (англ.)
It is an ancient puzzle, and nobody treated that sort of thing as anything but a joke until it was found that it had to do with such important and practical problems as whether there is a greatest cardinal or ordinal number.

Сам Рассел так объяснял парадокс лжеца. Чтобы говорить что-нибудь о высказываниях, надо сначала определить само понятие «высказывания», при этом не используя не определённых пока понятий. Таким образом, можно определить высказывания первого типа, которые ничего не говорят о высказываниях. Потом можно определить высказывания второго типа, которые говорят о высказываниях первого типа, и так далее. Высказывание же «данное высказывание — ложно» не попадает ни под одно из этих определений, и таким образом не имеет смысла.

### Парадокс брадобрея
Рассел упоминает следующий вариант парадокса, сформулированный в виде загадки, которую ему кто-то подсказал.

Пусть в некой деревне живёт брадобрей, который бреет всех жителей деревни, которые не бреются сами, и только их.

Бреет ли брадобрей сам себя?
Любой ответ приводит к противоречию.
Рассел замечает, что этот парадокс не эквивалентен его парадоксу и легко решается. Действительно, точно так же, как парадокс Рассела показывает, что не существует расселовского множества, парадокс брадобрея показывает, что такого брадобрея просто не существует. Разница состоит в том, что в несуществовании такого брадобрея ничего удивительного нет: не для любого свойства найдётся брадобрей, который бреет людей, обладающих этим свойством. Однако то, что не существует множества элементов, заданных некоторым вполне определённым свойством, противоречит наивному представлению о множествах и требует объяснения.

### Вариант о каталогах
Наиболее близким по формулировке к парадоксу Рассела является следующий вариант его изложения:

Библиографические каталоги — это книги, которые описывают другие книги. Некоторые каталоги могут описывать другие каталоги. Некоторые каталоги могут описывать даже сами себя.

Можно ли составить каталог всех каталогов, которые не описывают сами себя?
Парадокс возникает при попытке решить, должен ли этот каталог описывать сам себя. Несмотря на кажущуюся близость формулировок (это фактически парадокс Рассела, в котором вместо множеств используются каталоги), этот парадокс, так же, как и парадокс брадобрея, разрешается просто: такой каталог составить нельзя.

### Парадокс Греллинга — Нельсона
Этот парадокс был сформулирован немецкими математиками Куртом Греллингом и Леонардом Нельсоном в 1908 году. Он фактически является переводом первоначального варианта парадокса Рассела, изложенного им в терминах логики предикатов (см. письмо к Фреге ниже), на нематематический язык.

Будем называть прилагательное рефлексивным, если это прилагательное обладает свойством, определяемым этим прилагательным. Например, прилагательные «русское», «многосложное» — обладают свойствами, которые они определяют (прилагательное «русское» является русским, а прилагательное «многосложное» является многосложным), поэтому они являются рефлексивными, а прилагательные «немецкое», «односложное» — являются нерефлексивными.

Будет ли прилагательное «нерефлексивное» рефлексивным или нет?
Любой ответ приводит к противоречию. В отличие от парадокса брадобрея, решение этого парадокса не такое простое. Нельзя просто сказать, что такого прилагательного («нерефлексивный») не существует, так как мы его только что определили. Парадокс возникает из-за того, что определение термина «нерефлексивный» некорректно само по себе. Определение этого термина зависит от значения прилагательного, к которому оно применяется. А так как слово «нерефлексивный» само является прилагательным в определении, возникает порочный круг.

## История
Рассел, вероятно, открыл свой парадокс в мае или июне 1901 года.
Согласно самому Расселу, он пытался найти ошибку в доказательстве Кантора того парадоксального факта (известного как парадокс Кантора), что не существует максимального кардинального числа (или же множества всех множеств). В результате Рассел получил более простой парадокс.
Рассел сообщил свой парадокс другим логикам, в частности Уайтхеду и Пеано. В своём письме к Фреге 16 июня 1902 года он писал, что обнаружил противоречие в «Исчислении понятий» — книге Фреге, опубликованной в 1879 году. Он изложил свой парадокс в терминах логики, а потом в терминах теории множеств, используя определение Фреге для функции:

Я испытал трудности только в одном месте. Вы утверждаете (стр. 17), что функция может сама выступать в качестве неизвестного. Раньше я тоже так считал. Но теперь такой взгляд мне кажется сомнительным из-за следующего противоречия. Пусть w предикат: «быть предикатом, который не приложим к самому себе». Может ли w быть приложим к самому себе? Из любого ответа следует обратное. Следовательно, мы должны заключить, что w — не предикат. Аналогично не существует класса (как целого) тех классов, которые, взятые как целое, не принадлежат себе. Отсюда я заключаю, что иногда определённое множество не формирует целостного образования.
Оригинальный текст (нем.)
Nur in einem Punkte ist mir eine Schwierigkeit begegnet. Sie behaupten (S. 17) es könne auch die Funktion das unbestimmte Element bilden. Dies habe ich früher geglaubt, jedoch jetzt scheint mir diese Ansicht zweifelhaft, wegen des folgenden Widerspruchs: Sei w das Prädicat, ein Prädicat zu sein welches von sich selbst nicht prädicirt werden kann. Kann man w von sich selbst prädiciren? Aus jeder Antwort folgt das Gegentheil. Deshalb muss man schließen dass w kein Prädicat ist. Ebenso giebt es keine Klasse (als Ganzes) derjenigen Klassen die als Ganze sich selber nicht angehören. Daraus schliesse ich dass unter gewissen Umständen eine definierbare Menge kein Ganzes bildet.

Фреге получил письмо как раз в то время, когда завершил работу над вторым томом «Основных законов арифметики» (нем. Grundgesetze der Arithmetik). У Фреге не было времени исправить свою теорию множеств. Он лишь добавил приложение ко второму тому с изложением и своим анализом парадокса, которое начиналось со знаменитого замечания:

Вряд ли с учёным может приключиться что-нибудь худшее, чем если у него из-под ног выбьют почву в тот самый момент, когда он завершит свой труд. Именно в таком положении оказался я, получив письмо от Бертрана Рассела, когда моя работа уже была завершена.
Оригинальный текст (нем.)
Einem wissenschaftlichen Schriftsteller kann kaum etwas Unerwünschteres begegnen, als daß ihm nach Vollendung einer Arbeit eine der Grundlagen seines Baues erschüttert wird. In diese Lage wurde ich durch einen Brief des Herrn Bertrand Russell versetzt, als der Druck dieses Bandes sich seinem Ende näherte.

Далее Фреге предлагал следующий способ исправить свою теорию, чтобы избежать парадокса Рассела. Вместо аксиомы:
{\displaystyle z\in \{x\colon P(x)\}\iff P(z)},
которая говорила, что можно построить множество {\displaystyle \{x\colon P(x)\}} элементов, удовлетворяющих свойству {\displaystyle P(x),}
он предложил использовать следующую аксиому:
{\displaystyle z\in \{x\colon P(x)\}\iff P(z)\ \&\ (z\neq \{x\colon P(x)\})},
таким образом исключив возможность для множества быть элементом самого себя. Однако небольшая модификация парадокса Рассела доказывает, что и эта аксиома тоже приводит к противоречию: а именно, можно рассмотреть множество {\displaystyle R} всех синглетонов {\displaystyle \{y\}} таких, что {\displaystyle \{y\}\notin y}, тогда утверждение {\displaystyle \{R\}\in R} будет антиномией.
Рассел опубликовал свой парадокс в своей книге «Принципы математики» в 1903 году.
Эрнст Цермело утверждал, что открыл этот парадокс, независимо от Рассела, и сообщил о нём до 1903 года Гильберту и другим. Это подтвердил и Гильберт, написав Фреге 7 ноября 1903 года, что он знал об этом парадоксе. Гильберт писал: «я думаю Цермело нашёл его года 3—4 назад… Я нашёл другие ещё более убедительные противоречия ещё 4—5 лет назад». Кроме того, в 1978 году в бумагах Эдмунда Гуссерля была обнаружена формулировка этого парадокса, которую Цермело сообщил Гуссерлю 16 апреля 1902 года.
В этой формулировке доказывается, что множество M, содержащее все свои подмножества в качестве элементов, приводит к противоречию. Для доказательства рассматривается подмножество M, состоящее из множеств, которые не содержат себя сами.

## Варианты решения
В парадоксе Рассела нет ошибки: он действительно доказывает противоречивость наивной теории множеств. Чтобы избавиться от противоречия, нужно исправить теорию множеств так, чтобы она не допускала расселовское множество. Это можно сделать несколькими способами. Наиболее естественным путём является запрещение тем или иным способом множеств, которые могут содержать себя в качестве элемента. Таким образом будет запрещено и множество всех множеств (по крайней мере, совокупность всех множеств не будет сама являться множеством). Однако необходимо иметь в виду, что, с одной стороны, просто одного запрещения множеству иметь себя в качестве элемента недостаточно, чтобы избавиться от противоречия (как показала первая попытка Фреге исправить свою систему). С другой стороны, само по себе разрешение множествам включать себя в качестве элемента не приводит к противоречиям. Например, ничто не мешает создать каталог, который будет включать в себя все каталоги, в том числе описывать самого себя. Многие языки программирования позволяют контейнерам включать себя в качестве элемента. Существуют логические системы, свободные от парадоксов типа расселовских, которые позволяют множествам содержать себя (например, New Foundations У. В. О. Куайна).
Ниже приведены несколько из возможных подходов к построению системы аксиом, свободной от расселовских парадоксов.

### Теория типов Рассела
Первым, кто предложил теорию, свободную от парадокса Рассела, был сам Рассел. Он разработал теорию типов, первая версия которой появилась в книге Рассела «Принципы математики» в 1903 году. В основе этой теории лежит следующая идея: простые объекты в этой теории имеют тип 0, множества простых объектов имеют тип 1, множества множеств простых объектов имеют тип 2 и так далее. Таким образом, ни одно множество не может иметь себя в качестве элемента. Ни множество всех множеств, ни расселовское множество не могут быть определены в этой теории.
Аналогичная иерархия вводится для высказываний и свойств. Высказывания о простых объектах принадлежат типу 1, высказывания о свойствах высказываний типа 1 принадлежат типу 2 и так далее. В общем, функция по определению принадлежит типу более высокому, чем переменные, от которых она зависит. Такой подход позволяет избавиться не только от парадокса Рассела, но и многих других парадоксов, включая парадокс лжеца (см. выше), парадокс Греллинга — Нельсона, парадокс Бурали-Форти.
Рассел и Уайтхед показали, как свести к аксиомам теории типов всю математику, в своём трёхтомном труде «Principia Mathematica», выпущенном в 1910—1913 годах.
Однако такой подход встретил трудности. В частности, возникают проблемы при определении таких понятий, как точная верхняя грань для множеств вещественных чисел. По определению точная верхняя грань есть наименьшая из всех верхних граней. Следовательно, при определении точной верхней грани используется множество вещественных чисел. Значит, точная верхняя грань является объектом более высокого типа, чем вещественные числа. А значит, сама не является вещественным числом.
Чтобы избежать этого, пришлось вводить так называемую аксиому сводимости. Из-за её произвольности аксиому сводимости отказывались принимать многие математики, да и сам Рассел называл её дефектом своей теории. Кроме того, теория оказалась очень сложной. В итоге она не получила широкого применения.

### Теория множеств Цермело — Френкеля
Самым известным подходом к аксиоматизации математики является теория множеств Цермело — Френкеля (ZF), которая возникла как расширение теории Цермело (1908).
В отличие от Рассела, Цермело сохранил логические принципы, а изменил только аксиомы теории множеств.
Идея этого подхода заключается в том, что допускается использовать только множества, построенные из уже построенных множеств при помощи определённого набора аксиом.
Так, например, одна из аксиом Цермело говорит, что можно построить множество всех подмножеств данного множества (аксиома множества подмножеств).
Другая аксиома (схема выделения) говорит, что из каждого множества можно выделить подмножество элементов, обладающих данным свойством.
В этом состоит главное отличие теории множеств Цермело от наивной теории множеств: в наивной теории множеств можно рассмотреть множество всех элементов, обладающих данным свойством,
а в теории множеств Цермело — только выделить подмножество из уже построенного множества.
В теории множеств Цермело нельзя построить множество всех множеств. Таким образом и расселовское множество там построить нельзя.

### Классы
Иногда в математике бывает полезно рассматривать все множества как единое целое, например, чтобы рассматривать совокупность всех групп. Для этого теория множеств может быть расширена понятием класса, как, например, в системе Неймана — Бернайса — Гёделя (NBG). В этой теории совокупность всех множеств является классом. Однако, этот класс не является множеством и не является элементом никакого класса, что позволяет избежать парадокса Рассела.
Более сильной системой, позволяющей брать кванторы по классам, а не только по множествам, является, например, теория множеств Морса — Келли (MK).
В этой теории основным понятием является понятие класса, а не множества. Множествами в этой теории считаются такие классы, которые сами являются элементами каких-то классов.
В этой теории формула {\displaystyle z\in \{x\colon P(x)\}} считается эквивалентной формуле
{\displaystyle P(z)\ \&\ \exists y.z\in y}.
Так как {\displaystyle \exists y.z\in y} в этой теории значит, что класс {\displaystyle z} является множеством, эту формулу надо понимать как то, что {\displaystyle \{x\colon P(x)\}} является классом всех множеств (а не классов) {\displaystyle z}, таких что {\displaystyle P(z)}.
Парадокс Рассела в этой теории разрешается тем, что не любой класс является множеством.
Можно пойти дальше и рассматривать совокупности классов — конгломераты, совокупности конгломератов и так далее.

## Влияние на математику

### Аксиоматизация математики
Парадокс Рассела, вместе с другими математическими антиномиями, открытыми в начале XX века, стимулировал пересмотр оснований математики, результатом которого явилось построение аксиоматических теорий для обоснования математики, некоторые из которых упомянуты выше.
Во всех построенных новых аксиоматических теориях парадоксы, известные к середине XX века (в том числе парадокс Рассела), были устранены. Однако доказать, что новые подобные парадоксы не могут быть обнаружены в будущем (в этом состоит проблема непротиворечивости построенных аксиоматических теорий), оказалось, в современном понимании этой задачи, невозможно (см. Теоремы Гёделя о неполноте).

### Интуиционизм
Одновременно возникло новое течение в математике, называемое интуиционизмом, основателем которого является Л. Э. Я. Брауэр. Интуиционизм возник независимо от парадокса Рассела и других антиномий. Однако открытие антиномий в теории множеств усилило недоверие интуиционистов к логическим принципам и ускорило формирование интуиционизма. Основной тезис интуиционизма говорит, что для доказательства существования некоторого объекта необходимо предъявить способ его построения. Интуиционисты отвергают такие абстрактные понятия, как множество всех множеств. Интуиционизм отрицает закон исключенного третьего, впрочем, закон исключенного третьего не нужен для вывода противоречия из антиномии Рассела или любой другой (в любой антиномии доказывается, что {\displaystyle A} влечёт отрицание {\displaystyle A} и отрицание {\displaystyle A} влечёт {\displaystyle A,} однако из {\displaystyle (A\Rightarrow \neg A)\&(\neg A\Rightarrow A)} даже в интуиционистской логике следует противоречие). В более поздних аксиоматизациях интуиционистской математики были обнаружены парадоксы, аналогичные расселовскому, как, например, парадокс Жирара в первоначальной формулировке интуиционистской теории типов Мартина-Лёфа.

Диагональный аргумент Кантора: Каждое множество записывается как последовательность 0 и 1, где 1 на месте значит, что является элементом множества. Красным выделена последовательность на диагонали. Последовательность является дополнением этой последовательности:. Тогда отличается от всех хотя бы в одном месте (а именно — в месте).

### Диагональный аргумент (самоприменимость)
Несмотря на то что рассуждения Рассела приводят к парадоксу, основная идея этого рассуждения часто используется в доказательстве математических теорем.
Как было уже сказано выше, Рассел получил свой парадокс, анализируя доказательство Кантора о несуществовании наибольшего кардинального числа. Этот факт противоречит существованию множества всех множеств, так как его мощность должна быть максимальной. Тем не менее, по теореме Кантора, множество всех подмножеств данного множества имеет бо́льшую мощность, чем само множество. Доказательство этого факта основано на следующем диагональном аргументе:
Пусть есть взаимнооднозначное соответствие, которое каждому элементу {\displaystyle x} множества {\displaystyle X} ставит в соответствие подмножество {\displaystyle s_{x}} множества {\displaystyle X.} Пусть {\displaystyle d} будет множеством, состоящим из элементов {\displaystyle x} таких, что {\displaystyle x\in s_{x}} (диагональное множество). Тогда дополнение этого множества {\displaystyle s={\overline {d}}} не может быть ни одним из {\displaystyle s_{x}.} А следовательно, соответствие было не взаимнооднозначным.
Кантор использовал диагональный аргумент при доказательстве несчётности действительных чисел в 1891 году. (Это не первое его доказательство несчётности действительных чисел, но наиболее простое).
Парадокс Кантора получается, если применить этот аргумент к множеству всех множеств.
Фактически расселовское множество есть диагональное множество Кантора {\displaystyle s}.
Диагональный аргумент использовался до Рассела и Кантора (он употреблялся ещё в работе Дюбуа-Реймона по математическому анализу в 1875 году).
Однако в парадоксе Рассела диагональный аргумент наиболее чётко выкристаллизован.
Диагональный аргумент использовался во многих областях математики. Так, например, он является центральным аргументом в теореме Гёделя о неполноте, в доказательстве существования неразрешимого перечислимого множества и, в частности, в доказательстве неразрешимости проблемы остановки.

## Связанные парадоксы
Самоприменимость используется во многих других парадоксах, помимо рассмотренных выше:
- Парадокс всемогущества — средневековый вопрос: «Может ли всемогущий Бог создать камень, который он сам не сможет поднять?»
- Парадокс Бурали-Форти (1897) — аналог парадокса Кантора для ординальных чисел.
- Парадокс Мириманова (1917) — обобщение парадокса Бурали-Форти для класса всех фундированных классов.
- Парадокс Ришара (1905) — семантический парадокс, показывающий важность разделения языка математики и метаматематики.
- Парадокс Берри (1906) — опубликованный Расселом упрощённый вариант парадокса Ришара.
- Парадокс Клини — Россера (1935) — формулировка парадокса Ришара в терминах λ-исчисления.
- Парадокс Карри (1941) — упрощение парадокса Клини — Россера.
- Парадокс Жирара (1972) — формулировка парадокса Бурали-Форти в терминах интуиционистской теории типов[37].
- Парадокс интересных чисел — полушутливый парадокс, напоминающий парадокс Берри.